# Удевала
Удевала (на шведски: Uddevalla) е град в югозападна Швеция, лен Вестра Йоталанд. Главен административен център на едноименната община Удевала. Разположен е около северния бряг на фиорда Хакефьорд. Намира се на около 350 km на югозапад от столицата Стокхолм. Получава статут на град през 1498 г. ЖП възел. Има малко пристанище. Населението на града е 31 212 жители според данни от преброяването през 2010 г.

## Побратимени градове
- Йъхви, Естония
- Лоймаа, Финландия
- Мосфетълсбер, Исландия
- Шиен, Норвегия
- Ървин, Шотландия